# آيمانويل كرونتيرس
آيمانويل كرونتيرس (بالألمانية: Emmanuel Krontiris)‏ (11 فبراير 1983 بهانوفر في ألمانيا - ) هو لاعب كرة قدم ألماني في مركز الهجوم. شارك مع منتخب ألمانيا تحت 21 سنة لكرة القدم ومنتخب ألمانيا ب لكرة القدم ‏ وفريق 2006 ‏. أما مع النوادي، فقد لعب مع ألمانيا آخن وبوروسيا دورتموند 2 وبوروسيا دورتموند وروت فايس أوبرهاوزن وميونخ 1860 ونادي كوبلنتس ونادي أونترهاخينغ وTSV Grafing ‏ وVfB Germania Halberstadt ‏ وتنس بوروسيا برلين وSB/DJK Rosenheim ‏.

## روابط خارجية
- آيمانويل كرونتيرس على موقع قاعدة بيانات كرة القدم.إي يو (الإنجليزية)
- آيمانويل كرونتيرس على موقع بيانات كرة القدم. دي إي (الألمانية)
- آيمانويل كرونتيرس على موقع عالم كرة القدم.نت (الإنجليزية)